# Sepp Piontek
Sepp Piontek, all'anagrafe Josef Emanuel Hubertus Piontek (Breslavia, 5 marzo 1940), è un ex calciatore e allenatore di calcio tedesco, di ruolo difensore.

## Carriera

### Calciatore

#### Squadre di club
Cresciuto nelle giovanili del VfL Germania di Leer, debuttò in prima squadra nel 1958 e disputò due campionati della Amateuroberliga Niedersachsen. Nel 1960 fu ingaggiato dal Werder Brema, nelle cui file trascorse il resto della carriera agonistica giocando come terzino. Dopo tre anni in Oberliga Nord, la squadra fu promossa in massima serie e tra il 1963 e il 1972 Piontek disputò 203 partite nella Bundesliga, siglando 14 reti. Con il Werder vinse la Bundesliga 1964-1965, arrivando secondo nel 1967-1968, e la Coppa di Germania 1961.

#### Nazionale
Nella stagione in cui vinse lo scudetto da giocatore, Piontek fu chiamato nella nazionale della Germania Ovest dal CT Helmut Schön e debuttò il 13 marzo 1965 nel pareggio 1-1 contro l'Italia ad Amburgo. Disputò con la maglia della nazionale 6 partite, l'ultima delle quali fu la vittoria per 2-0 contro l'Irlanda del Nord a Belfast il 7 maggio 1966. Non fu convocato per i Mondiali del 1966 in Inghilterra.

### Allenatore

#### Inizi
Dopo essersi ritirato allenò subito il Werder, dove rimase tre stagioni, sedendosi successivamente sulla panchina del Fortuna Düsseldorf nella stagione 1975-1976. Fu quindi per due anni il CT della nazionale haitiana; nel 1978 fece ritorno in Germania per allenare il St. Pauli e l'anno seguente fu chiamato alla guida della nazionale danese.

#### Nazionale danese
La sua carriera di allenatore è legata principalmente alla nazionale danese, che nel periodo in cui la allenò fu soprannominata Danish Dinamite ("dinamite danese"). Fu il primo allenatore professionista della nazionale, dove arrivò grazie alla sponsorizzazione della Carlsberg, rimanendo alla sua guida per 115 partite. Fece ricorso a giocatori professionisti, alcuni dei quali cresciuti all'estero. Molti dei membri della squadra non avevano il senso della disciplina né prendevano con serietà l'impegno calcistico; preferivano darsi agli eccessi notturni, bevendo spesso alcolici fino a tarda notte, e trassero giovamento dall'arrivo nel 1979 di Piontek, la cui rigidità li spronò a una maggiore professionalità. Piontek cercò di sfruttare al meglio le grandi doti offensive dei suoi giocatori, proponendo un martellante e spettacolare gioco d'attacco che avrebbe caratterizzato tutta la sua gestione tecnica.
Tra le caratteristiche che fecero grande il gioco d'attacco di quella Danimarca, vi fu un eccezionale dinamismo, lo spirito di gruppo e l'eccezionale cambio di passo nel dribbling di giocatori come Arnesen, Elkjær, Laudrup e i due Olsen, in grado di creare continuamente superiorità numerica. I primi segnali del nuovo corso si ebbero nelle qualificazioni al Campionato Mondiale di Spagna 1982, dove la Danimarca, pur eliminata da Italia e Jugoslavia, fu l'unica nazionale in grado di sconfiggere gli Azzurri nelle partite ufficiali che li portarono alla trionfale vittoria nella finale di Madrid.
Il primo successo dell'era Piontek era arrivato nei Campionati nordici, dove la Danimarca conquistò per la seconda volta il titolo nell'edizione 1978-1980, dopo che dal 1933 era stato appannaggio esclusivo della Svezia. I bianco-rossi ripeterono il successo anche nella successiva edizione 1981-85. Ma la prima consacrazione a livello internazionale per la Danimarca di Piontek arrivò con il campionato d'Europa 1984 di Francia. Nel girone di qualificazione eliminarono l'Inghilterra di Bobby Robson, sconfitta 1-0 a Wembley con un rigore trasformato da Allan Simonsen. Si confermarono nella fase finale dopo aver perso la gara di esordio con i padroni di casa francesi, in cui lo stesso Simonsen subì un grave incidente a una gamba che lo tenne lontano dai campi di gioco alcuni mesi. Proseguirono il torneo rifilando un 5-0 alla Jugoslavia e vincendo per 3-2 in rimonta contro il Belgio, che conduceva 2-0. Persero infine la semifinale ai rigori contro la Spagna quando Elkjær fallì l'ultimo calcio dal dischetto, al termine di un incontro molto spettacolare e ricco di tensione emotiva.
La conferma si ebbe nel successivo campionato del mondo 1986 in cui la nazionale, al suo esordio nella fase finale della manifestazione, raccolse unanimi consensi per il grande gioco espresso, il migliore mai esibito da una squadra danese. I danesi vinsero il girone di qualificazione con autorità, nel corso del quale sconfissero 4-2 a Copenaghen l'Unione Sovietica al termine di un apertissimo incontro. Affrontarono poi la prima fase a gruppi della rassegna iridata messicana con grande determinazione. Dopo una difficile vittoria per 1-0 sulla Scozia nella partita d'esordio, la Danimarca inflisse un pesante 6-1 all'Uruguay, campione uscente del Sudamerica. Già qualificati agli ottavi, i danesi avrebbero affrontato il Marocco in caso di sconfitta nell'ultima gara del girone contro la Germania Ovest. La filosofia di Piontek impose la vittoria, i tedeschi furono superati per 2-0 e l'avversaria agli ottavi fu l'ostica Spagna, in una sorta di rivincita dalla semifinale europea di due anni prima. A pochi minuti dalla fine della gara con i tedeschi era giunta l'espulsione di Arnesen, che fu squalificato e privò la squadra di una pedina fondamentale.
Al termine della fase a gruppi, molti inserirono i danesi nel lotto dei favoriti alla vittoria finale, in virtù del gioco e dei risultati spettacolari ottenuti. Dopo essere passata in vantaggio su rigore, la squadra controllò il gioco negli ottavi contro la Spagna fino agli ultimi minuti del primo tempo, quando un disastroso retropassaggio di Jesper Olsen liberò Emilio Butragueño che, solo davanti al portiere, segnò facilmente. Nella ripresa i danesi si gettarono con rabbia all'attacco e andarono vicini al raddoppio, ma furono sorpresi nuovamente da Butragueno che portò la propria squadra in vantaggio. Con la Danimarca totalmente sbilanciata in avanti, la Spagna completò l'opera in contropiede aggiudicandosi l'incontro per 5-1. La stampa accusò Piontek di non aver saputo gestire gli enormi sforzi profusi dai suoi giocatori alle temperature elevate del Messico, mentre questi imputò la sconfitta al senso di appagamento provato dai danesi per l'ottimo torneo fino ad allora disputato.
Malgrado il pesante passivo, in un sondaggio del 2007 condotto tra giornalisti sportivi, la Danimarca del 1986 fu inserita dalla rivista sportiva britannica World Soccer al sedicesimo posto tra le migliori squadre calcistiche al mondo di tutti i tempi. È stata la sola formazione ad essere paragonata da molti alla grande Olanda di Cruijff e ritenuta anche migliore di quest'ultima sotto il profilo del dribbling, con un numero maggiore di uomini in grado di saltare l'uomo. In un servizio della ESPN, è stata presentata come la quinta nazionale più forte tra quelle che non hanno vinto il Mondiale, alle spalle di Brasile 1950, Ungheria 1954, Olanda 1974 e Brasile 1982. È stata anche definita il più grande al mondo tra i cult team, per aver conquistato la fantasia e la simpatia di intere generazioni di sportivi. Il grande allenatore scozzese Alex Ferguson la riteneva a quel tempo la più grande squadra europea.
Il periodo che seguì fu di transizione, la Danimarca si qualificò agli Europei di Germania Ovest 1988 eliminando la pericolosa Cecoslovacchia, ma non ripeté le prestazioni degli ultimi anni nella fase finale, perdendo tutte e tre le partite del suo gruppo. Con i migliori giocatori arrivati a fine carriera, la squadra tornò nell'anonimato e non riuscì a qualificarsi per i Mondiali di Italia 1990, eliminata dall'emergente Romania di Gheorghe Hagi. I deludenti risultati portarono alla fine della gestione Piontek, che in quel periodo fu anche accusato di aver depositato fondi neri in un conto bancario in Liechtenstein. Il tecnico tedesco diede le dimissioni e accettò l'offerta di allenare la Turchia., lasciando il posto a Richard Møller Nielsen.

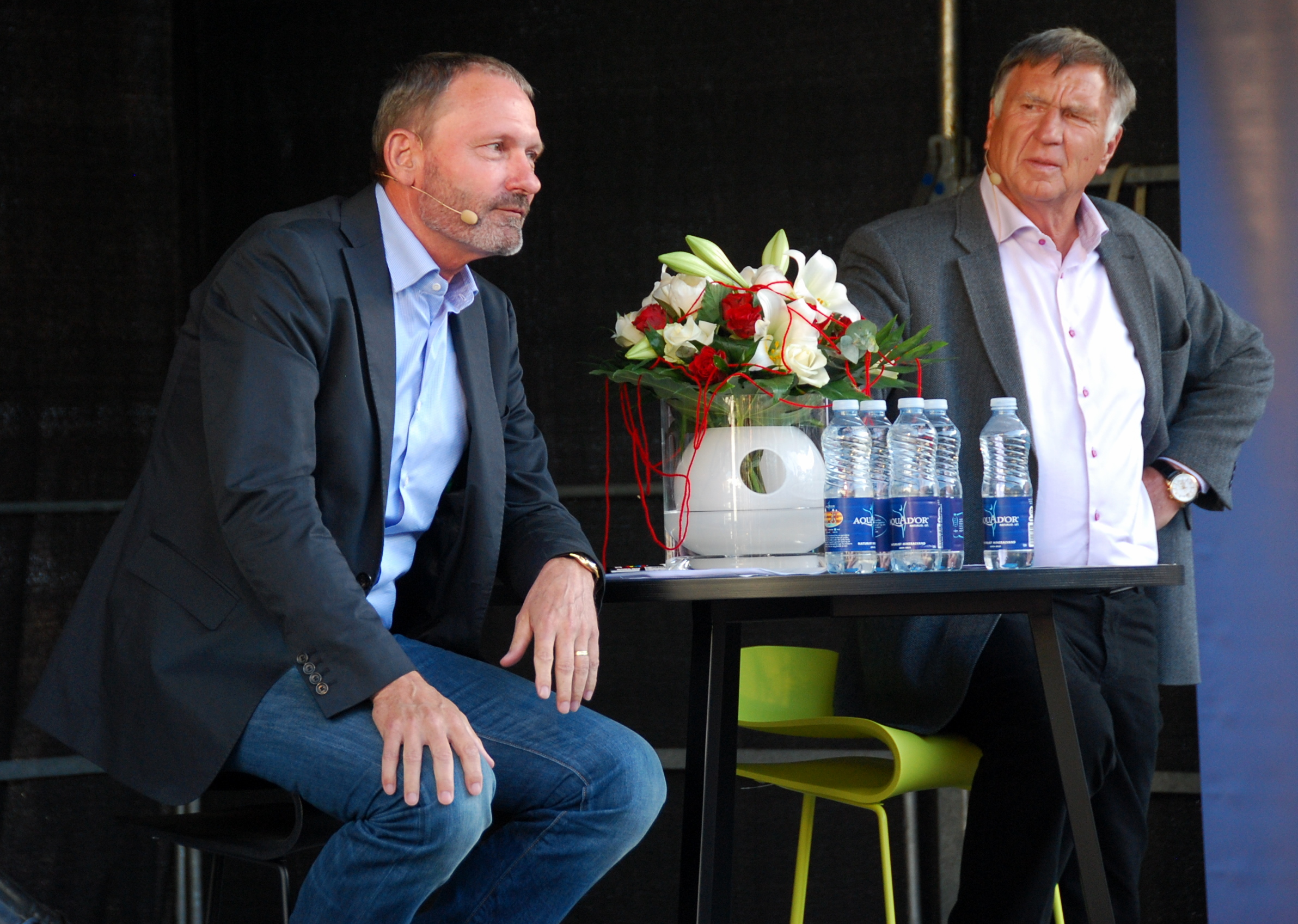
Piontek ed Elkjær commentano per la TV l'Europeo Under-21 del 2011

#### Ultimi anni della carriera
Rimase alla guida della nazionale turca dal 1990 al 1993 e fu quindi ingaggiato per un breve periodo dai turchi del Bursaspor. Nella stagione 1995-1996 fu sulla panchina dell'Aalborg BK e nel 1997 fu chiamato al Silkeborg IF, dove rimase fino al 1999. Chiuse la carriera come CT della nazionale groenlandese, che guidò dal 2000 al 2002.

## Altre attività
Terminata la carriera di allenatore ha lavorato come commentatore televisivo e come professore universitario.

## Riconoscimenti
Nel 2011 Piontek è entrato a far parte della Hall of fame del calcio danese.

## Palmarès
- Campionato tedesco: 1

Werder Brema: 1964-1965
- Coppa di Germania: 1

Werder Brema: 1960-1961